# Lacrymariidae
Famille
Les Lacrymariidae sont une famille de Ciliés de la classe des Gymnostomatea et de l'ordre des Spathidiida.

## Étymologie
Le nom de la famille vient du genre type Lacrymaria, dérivé du grec λακρυμα / lakryma, « larme », et du suffixe latin -aria, « relatif à », en référence à la ressemblance de cet organisme avec une larme.

## Description
Selon Alfred Kahl (1930), le genre type Lacrymaria a des caractères génériques facilement reconnaissables. Sa forme est très diversifiée : de cylindrique allongée à fusiforme ou en forme de bouteille.
La zone ciliée particulièrement dense et un peu plus longue de la « tête » (partie antérieure), est séparée du reste du corps par un sillon annulaire. La partie postérieure du corps est souvent effilée comme une sorte de « cou » plus ou moins extensible. La tête est étroite, le plus souvent en spirale, marquée par le prolongement des sillons qui parcourent le corps ; l'intérieur de ces sillons est couvert de cils très denses, qui jouent un rôle essentiel dans le mouvement de l'organisme. En effet, selon le sens de la nage, les cils peuvent battre vers l'avant ou vers l'arrière. Les stries du corps sont méridiennes  ou nettement en forme de spirales,.

## Liste des genres
Selon GBIF (24 décembre 2022) :
- Lacrimaria
- Lacrimatoria
- Lacrymaria Bory de St.Vincent, 1824
  - Espèce type : Lacrymaria olor (Müller, 1786) Bory, 1824
- Lacrymaria Ehrenberg, 1830
- Pelagolacrymaria Foissner, Berger & Schaumburg, 1999
- Phialinides Foissner, 1988
- Tongitheca

## Systématique
Le nom valide de ce taxon est Lacrymariidae de Fromentel, 1876.